# Nordiskt Nätverk för Editionsfilologer
Nordiskt Nätverk för Editionsfilologer (NNE) organiserar nordiska vetenskapliga utgivare. Nätverket grundades i november 1995 och har omkring 250 medlemmar. Huvuddelen av dem arbetar med skrifter tillkomna efter tryckkonstens uppfinning, men även medeltida och klassiska filologer finns bland medlemmarna.
Nätverkets syfte är att vara en arena för utbyte av erfarenhet kring textutgivning och stärka editionsfilologin i de nordiska länderna. I början av sin existens organiserade NNE flera kurser i textkritik för forskarstudenter. Numera anordnar man vartannat år konferenser för editionsfilologer och ger ut de hållna föredragen i sin skriftserie. Sedan 1999 har tolv volymer utkommit (2018). Nätverket har parallella namn på de olika nordiska språken.
Flera av nätverkets medlemmar har varit pådrivande i utvecklingen av digitala verktyg för textutgivning. På svenskt språkområde har Svenska Vitterhetssamfundet och Svenska litteratursällskapet i Finland varit särskilt aktiva deltagare i NNE:s aktiviteter.